# Муазез Илмие Чиг
Муазез Илмие Чиг (на турски: Muazzez İlmiye Çığ) по баща Итил (İtil) е турска археоложка и асириоложка, която специализира в изучаването на шумерската цивилизация.
През 2006 г., на 92-годишна възраст, добива медийна популярност след излизането на книгата ѝ от 2005 г., в която наред с други неща е описано и изследването ѝ за историята на забулването при жените, въведено като дрескод не от мюсюлманската традиция, а пет хиляди години преди това от шумерските жрици, които провеждат инициацията на младите мъже в секса. През 2006 г. срещу нея е предизвикан съдебен процес за разпространение на религиозна вражда (оскърбление на исляма). Съдът произнася оправдателна присъда, стигайки до решение, че книгата не разпалва религиозна омраза.

## Биография

### Произход
Родителите на Муазез Илмие Чиг са кримски татари, чиито семейства са имигрирали в Турция. Родът на баща ѝ се заселва в град Мерзифон, а на майка ѝ – в Бурса, по това време голям регионален център на Османската империя. Родена е в Бурса 4 седмици преди избухването на Първата световна война.

### Образование
Около 1919 г. нахлуването на гръцката армия в Измир кара баща ѝ, по професия учител, да потърси със семейството си убежище в град Чорум, където малката Муазез завършва основно училище. Впоследствие семейството ѝ се връща в Бурса, където тя посещава частното училище Bizim Mektep, където учи френски език и свири на цигулка. През 1926 г. успешно взима приемния изпит в Bursa Kız Muallim Mektebi (Женския педагогически институт в Бурса). След завършването на института през 1931 г. тя започва работа като учителка в в Ескишехир, където като учител работи и баща ѝ.
През 1936 г. Илмие Чиг постъпва в Анкарския университет, във факултета по хетология, основан предната година от Мустафа Кемал Ататюрк. Сред преподавателите ѝ са двама от най-значимите за онзи период изследователи на хетската култура и история, Ханс Густав Гьотербок и Бено Ландсбергер, германски евреи, бегълци от Нацистка Германия.

### Кариера
След като се дипломира през 1940 г., Муазез започва дългогодишната си кариера в Музея на древния Ориент (сред 3-те музея в състава на Истанбулския археологически музей. По същото време се омъжва за М. Кемал Чиг (1913 – 1983), директор на музея Топкапъ, с когото остава заедно до края на живота му
В Истанбулския археологически музей тя работи като щатен специалист в областта на клиновидното писмо върху глинени таблички, каквито в музейната колекция имало хиляди съхранени, но непреведени и некласифицирани. През следващите години, благодарение на усилията ѝ за реставрация, разчитане, превод и публикуване на надписите от около 75 хиляди таблички, музеят става водещ център в областта на близкоизточните древни езици, посещаван от изследователи на древната история от всички краища на света.
През 1971 г. Муазез се пенсионира. Но продължава да се занимава с наука, посещава международните шумерологически конгреси. Почетен член е на Германския археологически институт и на Института по праисторически изследвания към Истанбулския университет. Превежда на турски език книгата на Самюъл Крамър „Историята започва от Шумер“ и публикува множество научнопопулярни книги.

### Обществена дейност
Муазез е видна застъпничка за светска държава и женските права в Турция.
През 2002 г. излиза автобиографичната ѝ книга, оформена като серия от интервюта с журналиста Серхат Йозтюрк.